# Большеглазы
Большеглазы (лат. Notiophilus) — род жужелиц из подсемейства плотинников (Nebriinae), насчитывающий 59 видов с некоторым количеством подвидов.

## Описание
Жуки длиной 4-7 мм. Эти жуки характеризуются большими выпуклыми глазами. Голова крупная с продольными килями на лбу. Переднеспинка поперечная, середина переднего края выступает вперёд. Надкрылья с очень широким вторым промежутком.

## Распространение
Населяют территорию Северной Америки и Евразии.

## Экология и местообитания
Живут среди опавшей листвы или в коре гнилой древесины в лесной подстилке. Эти жуки — хищники, активные днём и питаются маленькими беспозвоночными, чаще ногохвостками (коллемболами).